# Piergiorgio Colautti
Piergiorgio Colautti (ur. 16 października 1934 w Rzymie) – nowoczesny włoski malarz i rzeźbiarz, który mieszka i pracuje w Rzymie. Znany jest ze swego charakterystycznego stylu, czasami, jako „Hyperfuturism”, w którym elementy graficzne są uwikłani i zanurzony przez symbole odzwierciedlające zimny i nowoczesny świat technologiczny.

## Życie i praca
Piergiorgio (Pio Giorgio) Colautti urodził się w rodzinie rzeźbiarza. Po wybuchu II wojny światowej wyjechał do Veneto, gdzie uczęszczał w szkole projektowania. Pracował i uspołeczniał się z największymi malarzami w Wenecji. Jego prace zostały wprowadzone w publiczność w ramach wystawy w Pordenone, Wenecji i Mestre. Następnie brał udział w wystawach organizowanych w Ankonie i Maceracie, gdzie przeniósł się w roku 1955. W roku 1958, Colautti wrócił do Rzymu, gdzie uczęszczał do Szkoły rzymskiej Via Art ozdobne San Giacomo. Jednocześnie, wraz z innymi artystami, Colautti prezentował swoje prace na wystawie Via Margutta.
W Rzymie, jego talent został rozpoznany przez Alberto Ziveri, który był jego nauczycielem i mentorem przez 5 lat. Jego pierwsza wystawa odbyła się w 1958 roku w galerii sztuki „La Scaletta”. Colautti eksponował swoje dzieła we Francji, USA, Włoszech, Kanadzie, Niemczech, Wielkiej Brytanii itp.
Poza obrazami, Colautti praktykuje freski, malowidła ścienne, rzeźby i litografii. Są one inspirowane twórczością jego dziadka, Arturo Colautti.
W 1982 roku, jego poezja została opublikowana w zbiorze wierszy zatytułowanych L’Altra Alternativa.
Jego prace znajdują się w wielu kolekcjach prywatnych i publicznych we Włoszech i za granicą.

## Wystawy

### Wystawy indywidualne
- 1962: Akademia Świętego Łukasza – Rzym
- 1963: Galleria comunale d’arte moderna e contemporanea – Rzym
- 1964: Galleria Porfiri – Rzym
- 1965, 1967, 1972: Galleria Secolo XIX – Rzym
- 1966: Galleria La Scaletta – Rzym
- 1968, 1971: Galleria Il Pozzo – Città di Castello
- 1969: Galleria Tritone al Nazareno – Rzym
- 1970: Circolo di Cultura Popolare Monte Sacro – Rzym
- 1971: Art Gallery „Ponte Sisto” – Rzym
- 1973: Galleria d’arte „Il Trifalco” – Rzym
- 1976: Expo New York – Nowy Jork
- 1976, 1978: „Circolo Cittadino” – Alba Adriatica
- 1978: „Expo Arte Bari” – Bari
- 1978: Palazzo Comunale San Remo – San Remo
- 1979: Galleria „Magazzeni” – Giulianova
- 1980: Fiera del Turismo di Stoccarda – Stuttgart, Niemcy
- 1980, 1982: Galleria „Lo Scanno” – L’Aquila
- 1981: Galleria d’Arte Contemporanea „Studio C” – Rzym
- 1983, 1984: Galleria „La Banana” – Martinsicuro
- 1983: Galleria Palazzo Comunale Tortoreto – Tortoreto
- 1985: Galleria „Ghelfi” – Werona
- 1985: Galleria Sistina – Rzym
- 1986: Galleria D’Urso – Rzym
- 1987: Galleria Comunale Palazzo Esposizioni – Rzym
- 1988: Personale Fiera di Roma – Rzym
- 1988: Galleria Palazzo Valentini – Rzym
- 1989: Castello Cinquecentesco – L’Aquila
- 1990: Galleria d’Arte 28 – Rzym
- 1991: Galleria Palazzo Camerale Allumiere – Allumiere, Prowincja Rzym
- 1992: Associazione Friuli nel Mondo – Rzym
- 1994: Galleria Palazzo Camerale Allumiere – Allumiere, Prowincja Rzym
- 1995: Scuola Comunale Allumiere – Allumiere, Prowincja Rzym
- 1995: Palazzo del Turismo Terminillo – Rieti
- 1996: Palazzo Comunale Tortoreto Lido – Tortoreto

### Wystawy zbiorowy
- 1963: Galleria Sistina – Rzym
- 1964: Mostra Nazionale d’Incisione – Cagliari
- 1964: Mostra Mercato Nazionale d’Arte Contemporanea – Rzym
- 1964, 1965: Mostra Concorso Arti Figurative – Rzym
- 1965: Exhibition of Fiesole – Fiesole
- 1965: Exhibition of Puccini – Ankona
- 1965: Exhibition of Prato – Prato
- 1966: Exhibition of Pittori Romani – Arezzo
- 1966: Galleria D’Urso – Rzym
- 1967: Exhibition of ACLI, Galleria Comunale – Rzym
- 1967: Galleria Laurina – Rzym
- 1967-1972: Permanente Galleria Scaligera – Montecatini Terme
- 1967-1972: Wystawa w Città di Castello
- 1969: Wystawa w Salsomaggiore Terme
- 1969: Wystawa włoskich artystów – Kanada
- 1969: Wystawa włoskich krajobrazów – Nowy Jork
- 1969: Collective Contemporary Painters – Awinion, Paryż, Marsylia
- 1969: Biennale d’Arte Contemporanea – Monterotondo
- 1971: Exhibition of Mario Sironi – Neapol
- 1971: Collective Contemporary Painters – Fiera Milano – Mediolan
- 1971: Krajowa wystawa w Prato
- 1971: Krajowa wystawa w Cavazzo Carnico – Modena
- 1972: Exhibition „Natale oggi” – Rzym
- 1972: Esposizione Internazionale Canina – San Remo
- 1972: Mostra firme celebri – Alassio
- 1972: Art Gallery „Ponte Sisto” – Rzym
- 1972: Wystawa w Cortina d’Ampezzo
- 1972: Wystawa w Rotaract – Lukka
- 1972: Exhibition of Grafica – Arezzo
- 1972: Wystawa w Santa Margherita Ligure
- 1977: „Omaggio a San Francesco nel 750 anniversario della morte” – Asyż
- 1977, 1978: „Festival nazionale d’Arte Grafica” – Salerno
- 1978: Premio „Siena” – Siena
- 1978: VI Biennale d’Arte Palazzo Reale – Mediolan
- 1979: Mostra „Lazio 79” – Rzym
- 1979: Mostra „Premio Spoleto” – Spoleto
- 1979: Mostra „Premio Norcia” – Norcia
- 1979: Premio „Unicef” – Galleria „Capricorno” – Rzym
- 1979: „La donna nell’Arte” – Galleria „Capricorno” – Rzym
- 1979: „Arte Giovane, Resistenza, Attualità” – Domodossola
- 1980: „Arte e Ferrovia” – Bolonia
- 1981, 1989, 1992: „Premio Salvi” – piccola Europa – Sassoferrato
- 1982: „Expo di Bari” – Bari
- 1982, 1985: „Expo Tevere” – Rzym
- 1984: „Expo Arte” – Bari, Bazylea i Nowy Jork
- 1983: „III Biennale d’Arte” – La Spezia
- 1984: „VI Biennale d Arte Palazzo Reale” – Mediolan
- 1985: „VII Biennale d’Arte” – Gabrowo, Bułgaria
- 1985: Premio Santià – Santhià
- 1985: Arte e Satira Politica – Gabrowo, Bułgaria
- 1986: Arte e Umorismo nell’Arte – Tolentino
- 1987: „V Biennale d’Arte” – La Spezia
- 1988: Mostra Nazionale D’Arte Santià – Santhià
- 1990: Festival della Satira Politica – Gabrowo, Bułgaria
- 1991: XV Biennale Internazionale dell’Umorismo nell’Arte Tolentino – Tolentino
- 1992: Triennale Internazionale Scultura Osaka – Osaka, Japonia
- 1993: Triennale Internazionale Pittura Osaka – Osaka, Japonia
- 1994: Galleria „Magazzeni” – Giulianova
- 1995: Galleria d’Arte Contemporanea „Studio C” – Rzym
- Roman Quadrennial(inne języki) – Rzym
- Mostra Nazionale Cavasso – Modena
- Mostra (Asta) Finarte – Mediolan

## Prace w muzeach

### We Włoszech
- Omaggio a San Francesco nel 350 della pinacoteca di Assisi
- Museum Ebraico di Arte Contemporanea – Rzym
- Museum Agostinelli – Acilia – Rzym
- Museum Madonna del Divino Amore – Rzym
- Pinacoteca dell’Antoniano – Bolonia
- Alassio – Muretto degli artisti
- Pinacoteca Comune di Albano di Lucania – Potenza
- Museum della Resistenza di Domodossola – Novara
- Museum della Pinacoteca Comunale – Roseto degli Abruzzi – Teramo
- Museum della Pinacoteca Comunale di Giulianova – Teramo
- Pinacoteca del Comune di Tortoreto – Teramo
- Pinacoteca del Comune de L’Aquila – L’Aquila
- Pinacoteca del Comune di Tolentino – Macerata
- Pinacoteca del Comune di Rieti – Rieti
- Pinacoteca di Arte contemporanea di Povoleto – Prowincja Udine

### Za granicą
- Dom Humoru i Satyry(inne języki) w Gabrowo – Bułgaria
- Bertrand Russel Foundation Art Gallery – University of Cambridge (Wielka Brytania)
- Muzeum tradycji ludowych Bukowina – Rumunia
- Staatsgalerie Stuttgart – Niemcy

## Wybrane nagrody
- 1963: Premio Targa D’Argento come fondatore del gruppo Gli Ellittici
- 1968: Award, Montecatini Terme
- 1969: Award and Gold Medal, Salsomaggiore Terme
- 1970: Mostra Collettiva, Parco dei Principi – Rzym
- 1970: Gold Medal, Fiano Romano
- 1972: Silver Medal, P. Schweitzer – Modena
- 1973: Gold Medal, Comune di Cortina d’Ampezzo – Cortina d’Ampezzo
- 2012: Premio Van Gogh, Accademia Delle Avanguardie Artistiche – Palermo

## Cytaty i krytycy komentarza
- Gaetano Maria Bonifati[5][6][7]
- Maurizio Calvesi[8]
- Virgilio Guzzi[8][9]
- Stanislao Nievo(inne języki)[10][11]
- Mario Penelope[9][11][12]
- Guido Della Martora[5][12][13]
- Mario Monteverdi[5][11][12][13]
- Ugo Moretti[5][11][12][13]
- Gianni Gaspari (TG2)[9][13]
- Duilio Morosini[7][8]
- Sergio Massimo Greci[3][14]
- Mario Forti (GR3)[9]
- Anna Iozzino[15]
- C. Norelli[5][12][13]
- Augusto Giordano[9][13]
- De Roberti[5][12][13]
- Vittorio Adorno[9]
- Francesco Boneschi[9]
- Federico Menna[9][12]
- S. Di Dionisio[9]
- P.A. De Martino[9]
- Giulio Salierno[9][11]
- Elio Mercuri[8]
- Dario Micacchi[8]